# Sarricuri
Sarricuri es un despoblado que actualmente forma parte de los concejos de Arcaya y Otazu, que está situado en el municipio de Vitoria, en la provincia de Álava, País Vasco (España).

## Toponimia
A lo largo de los siglos también ha sido conocido con los nombres de Sarizuri, Sarrazuri, Sarricohuri, Sarricuriurri, Sarricurri, Sarrieuri, Sarrizuri, Zarricohuri y Zarrikouri.

## Historia
Documentado desde 1025 (Reja de San Millán), es una de las aldeas viejas unidas a Vitoria en 1258. Se desconoce cuándo se despobló.